# 500 (число)
500 (П'ятсот) — натуральне число між 499 та 501.
Позначається також римською цифрою D. У старослов'янській системі числення записувалась як літера Ф (ферт).

## У математиці
Надмірне число, число Харшада, число Хеммінга.
- {\displaystyle 500^{2}=250000}
- {\displaystyle 500^{3}=125000000}
- Сума цифр числа 500 — 5.
- Цифровий корінь — 5.
- Добуток цифр цього числа — 0.
- 500 має 12 дільників:

{\displaystyle 1,2,4,5,10,20,25,50,100,125,250,500}
- Сума всіх дільників крім 500 складає 592
- 500-гладке число, оскільки найбільший простий дільник не більший за 5.
- Відповідно до теореми Лангранжа про суму чотирьох квадратів, 500 можна виразити як суму трьох квадратів, і, напевно не одним способом: {\displaystyle 10^{2}+12^{2}+16^{2}=500}
- Сіракузька послідовність для 500 досягає максимуму в 9232 на 76 кроці, та містить загалом 110 елементів: 250, 125, 376, 188, 94, 47, 142, 71, 214, 107, 322, 161, 484, 242, 121, 364, 182, 91, 274, 137, 412, 206, 103, 310, 155, 466, 233, 700, 350, 175, 526, 263, 790, 395, 1186, 593, 1780, 890, 445, 1336, 668, 334, 167, 502, 251, 754, 377, 1132, 566, 283, 850, 425, 1276, 638, 319, 958, 479, 1438, 719, 2158, 1079, 3238, 1619, 4858, 2429, 7288, 3644, 1822, 911, 2734, 1367, 4102, 2051, 6154, 3077, 9232, 4616, 2308, 1154, 577, 1732, 866, 433, 1300, 650, 325, 976, 488, 244, 122, 61, 184, 92, 46, 23, 70, 35, 106, 53, 160, 80, 40, 20, 10, 5, 16, 8, 4, 2, 1
- Функція Ейлера для 500 дорівнює 200. Це кількість чисел, які не більші за 500, і при цьому взаємно прості з ним.
- Радикал (найбільший безквадратовий дільник) дорівнює 10.
- Нумерологічне визначення числа: {\displaystyle 5+0+0=5}.

## Нумерація
- 500 рік до н.е.
- 500  рік
- 1500 рік
- 2500 рік

## Нумізматика та боністика

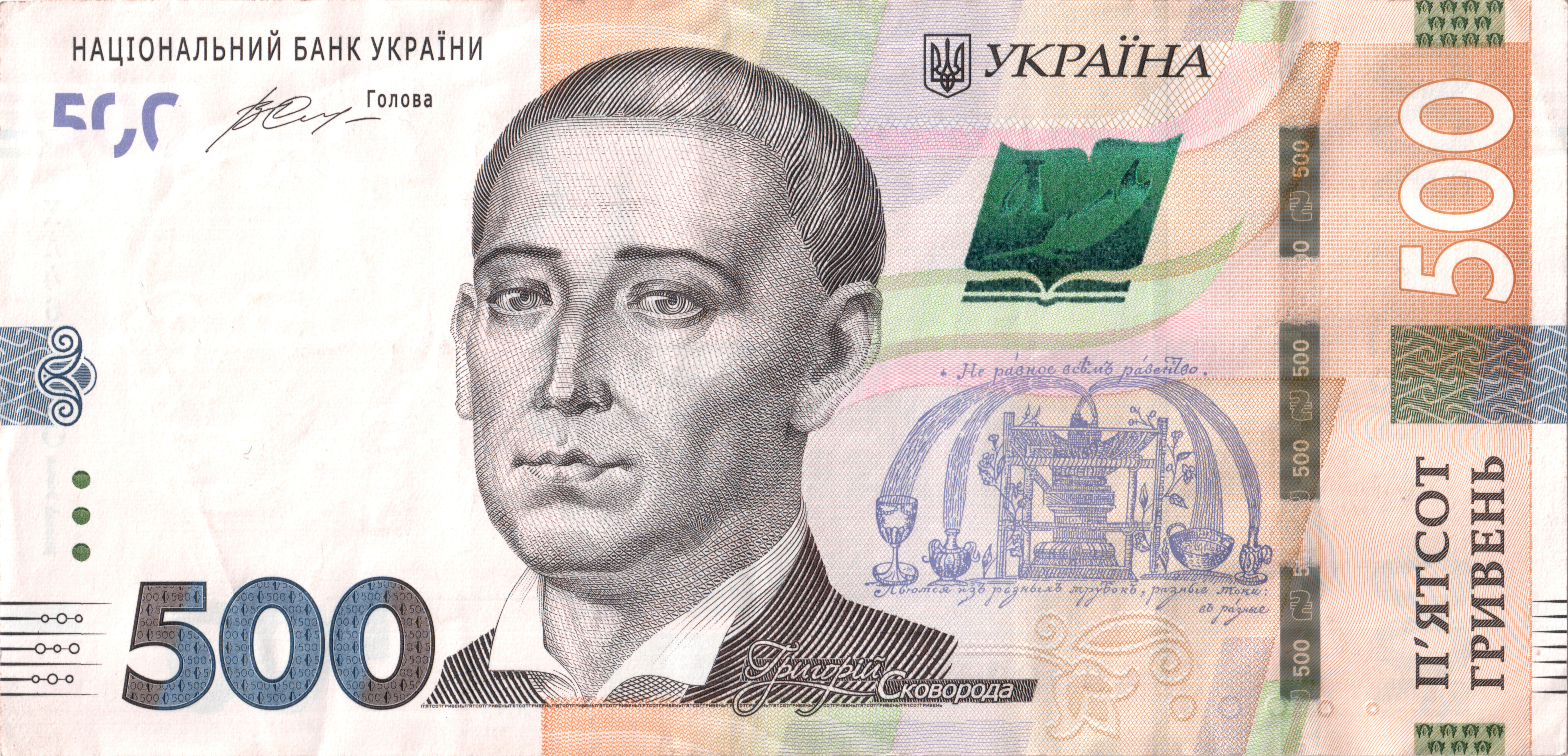
Аверс п'ятисот гривень зразка 2015 року

- П'ятсот гривень — номінал української валюти.
- Монета Оранта 500 серії «Духовні скарби України» — золота пам'ятна монета Національного банку України номіналом 500 гривень, введена в обіг 28 липня 1997 року.
- Монета 500-річчя Магдебурзького права Києва серії «Духовні скарби України» — ювілейна монета номіналом 5 гривень, випущена Національним банком України, та введена в обіг 1 листопада 1999 року[4].
- Монета «500 років козацьким поселенням. Кальміуська паланка» серії «Герої козацької доби» — ювілейна монета номіналом 5 гривень, випущена Національним банком України, та введена в обіг 23 грудня 2005 року.
- Монета 500 років м. Чигирину серії «Стародавні міста України» — ювілейна монета номіналом 5 гривень, випущена Національним банком України, та введена в обіг 10 жовтня 2012 року.

## Техніка
- П-500 — апарат магнітного запису призначений для запису і відтворення телефонних сигналів з виходів радіоприймачів, проводових і кабельних ліній зв'язку;
- автомобіль Fiat 500 Topolino (1936–1955);
- автомобіль Fiat Nuova 500 (1957–1975);
- автомобіль Fiat Cinquecento (1991–1998);
- автомобіль Fiat 500 (2007) (з 2007);
- автомобіль Fiat 500L (з 2012);
- автомобіль Fiat 500X (з 2014).

## Переліки
- «500 пісень, що сформували рок-н-рол» (англ. 500 Songs that Shaped Rock and Roll).

- Список гравців НХЛ, які закинули 500 шайб у чемпіонаті (для гравців НХЛ межа в 500 голів вважається чудовим результатом).
- Перелік 500 найбагатших компаній України, складений журналом «ГVардия».
- Список «500 найкращих пісень усіх часів» опубліковано журналом «Rolling Stone» у листопаді 2004 року, оновлено у травні 2010 та квітні 2011 року.

## В інших галузях
- Стоп'ятсот — інтернет-мем.
- «Рада п'ятиста» — орган влади у Стародавній Греції та Франції.
- Творча асоціація «500» — об'єднання українських письменників, приналежних до покоління дев'ятдесятників, що утворилась в 1993 році в Києві[5].
- Клуб 500 — ініціатива українських організацій Чикаго у 1990-х роках.
- (500) днів літа (англ. (500) Days of Summer) — американська романтична кінокомедія 2009 року.
- 500 Селінур (500 Selinur) — астероїд головного поясу, відкритий у 1903 році.
- S&P 500 — фондовий індекс компанії Standard & Poor's, який включає 500 акціонерних компаній США, що мають найбільшу капіталізацію. Вперше був розрахований 4 березня 1957 року.